# Vådeskud
Et vådeskud er et uagtsomt affyret skud fra et skydevåben, typisk under jagt eller håndtering af våbenet. Ofte skyldes vådeskud, at våbnet håndteres forkert, eksempelvis når det lades, men de kan også skyldes manglende opmærksomhed fra skyttens side. Ved længerevarende skydning med skydevåben er der desuden risiko for vådeskud, da løb og patronkammer varmes op og kan antænde krudtet i ammunitionen, uden at skytten har tænkt sig at skyde.
Vådeskud kan være meget farlige og i værste fald føre til alvorlige skader eller dødsfald.
Politiet affyrer undertiden vådeskud under aktioner. Det anses som en tjenesteforseelse og skal derfor indberettes til rigspolitichefen. I andre tilfælde, eksempelvis under træning, kan vådeskud også være indberetningspligtige. Også i Forsvaret sker der uheld med vådeskud, hvilket også kan have tjenstlige konsekvenser. Det kostede en soldat en bøde på 6.500 kroner, at han i 2018 ramte en politibetjent med et vådeskud, selv om der var tale om et hændeligt uheld.